# Свідерський Венедикт Дмитрович
Свідерський Венедикт Дмитрович (до 1736, Правобережна Україна — + близько 1800, Харків?) — український іконописець другої половини 18 століття, предтеча романтизму.
З 1760-их років жив і працював у Харкові. Численні Мадонни, зокрема намісна ікона Покрови у церкві в Ромні, вівтарна ікона «Сон Якова» (наближена до жанрової картини) і страсний цикл у медальйонах у церкві селі Межиріччя (Сумщина).
Венедикт Свідерський і художник Захарій Голубовський — автори перших романтичних творів українського малярства.